# NGC 2672
NGC 2672 је елиптична галаксија у сазвежђу Рак која се налази на NGC листи објеката дубоког неба.
Деклинација објекта је + 19° 4' 28" а ректасцензија 8h 49m 21,8s. Привидна величина (магнитуда) објекта NGC 2672 износи 11,6 а фотографска магнитуда 12,6. Налази се на удаљености од 48,954 милиона парсека од Сунца. NGC 2672 је још познат и под ознакама UGC 4619, MCG 3-23-10, CGCG 90-19, ARP 167, KCPG 175A, PGC 24790.